# Giustenice
Giustenice är en ort och kommun i provinsen Savona i regionen Ligurien i Italien. Kommunen hade 991 invånare (2018).